# Транець

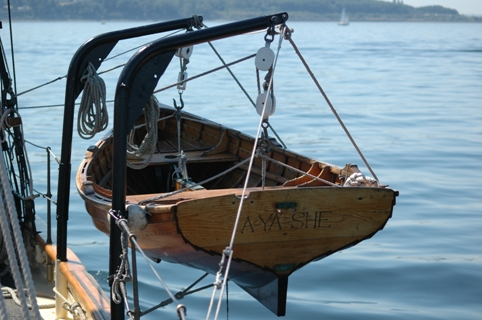
Транець шлюпки-дингі

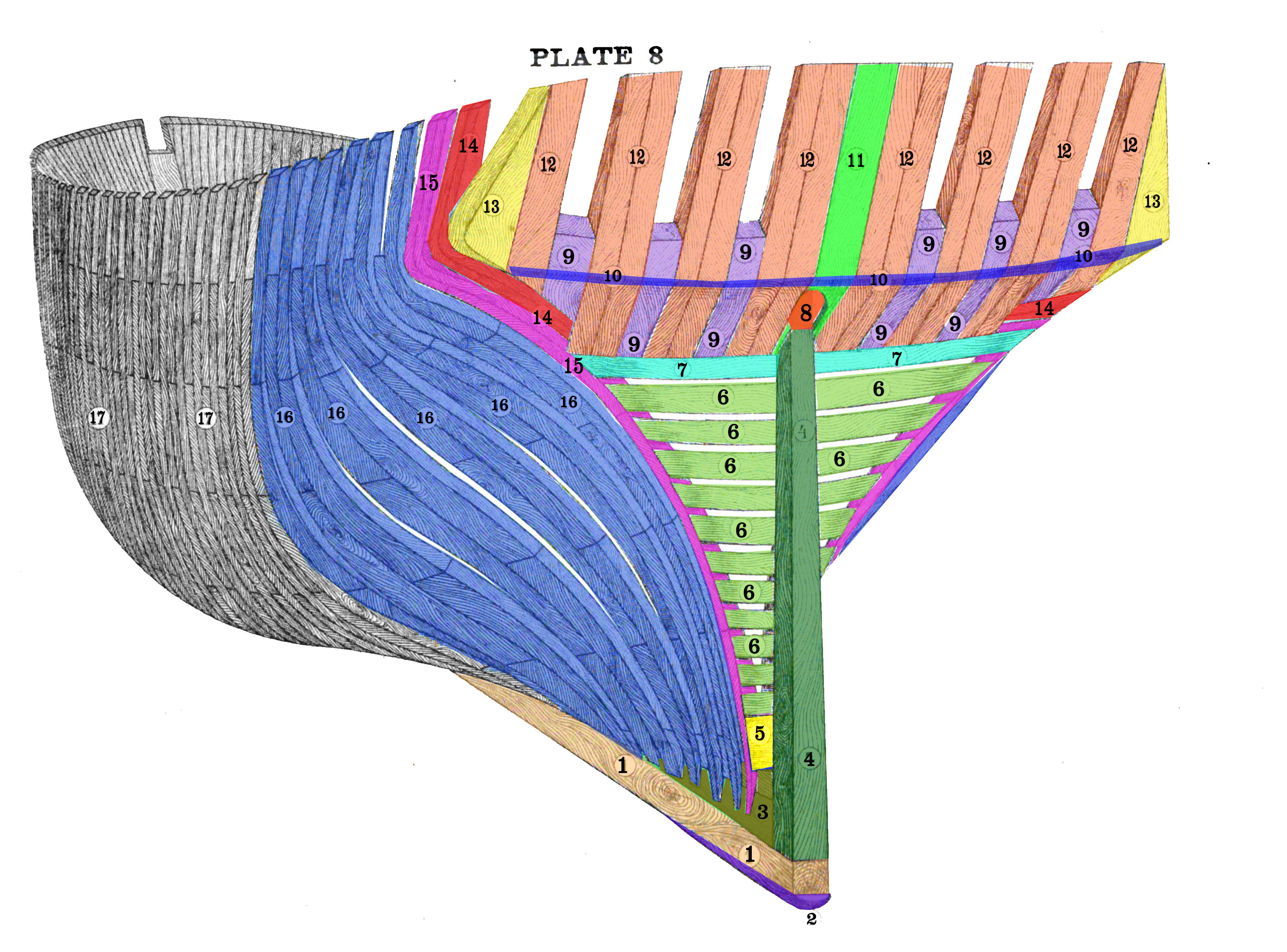
Бруси-транці в наборі дерев'яного судна (позначені блідо-зеленим і бірюзовим)

Тра́нець (англ. transom від дав.-фр. traversain — «встановлене поперек»), заст. шпігель (нім. Spiegel — «дзеркало») — нижня частина прямої корми на суднах, а на шлюпках назва дошки, яка утворює корму. Корма з плоским зрізом називається транцевою.
На дерев'яних суднах транець — нижня частина прямої корми. Вона утворюється кількома рядами горизонтальних брусів, які теж називаються транцями. Найдовший транець (вінтранець) кріпився на ахтерштевні; верхня грань вінтранця служила нижньою луткою кормових гарматних портів. До вінтранця кріпилися топтимберси фашенпісів. Простір між пік-штуками і вінтранцем заповнялося транцями. Перший від вінтранця транець називався дек-транцем (він водночас був бімсом нижньої палуби), другий — транцем камери збройового майстра (транці між вінтранцем і пік-штуками називалися filling transoms — проміжними транцями чи «філін-транцями»). Кінці транців впиралися у футокси фашенпісів. Останні додатково посилювалися контр-фашенпісами. До вінтранця кріпилися L-подібні вертикальні бруси — старн-тимберси (довші) і контр-тимберси (коротші між ними), які утворювали своїми кутами кормовий підзор. Нижні частини старн-тимберсів і контр-тимберсів з'єднували два поперечні бруси: нижній, ближчий до вінтранця називався шпігель-транець, а верхній, ближчий до кута, — топ-транець.
Транцевий зріз може бути вертикальним і похилим. Завалений допереду транець називають зворотним транцем.
На шлюпках транцем називають зрізану корму (на відміну від загостреної, яка трапляється, наприклад, на вельботах). Вона утворюється 1-3 дошками (транцевими дошками) і з внутрішнього боку по периметру додатково зміцнюється транцевим брусом. Такий тип корми мають баркаси, катери та шлюпки-шістки.

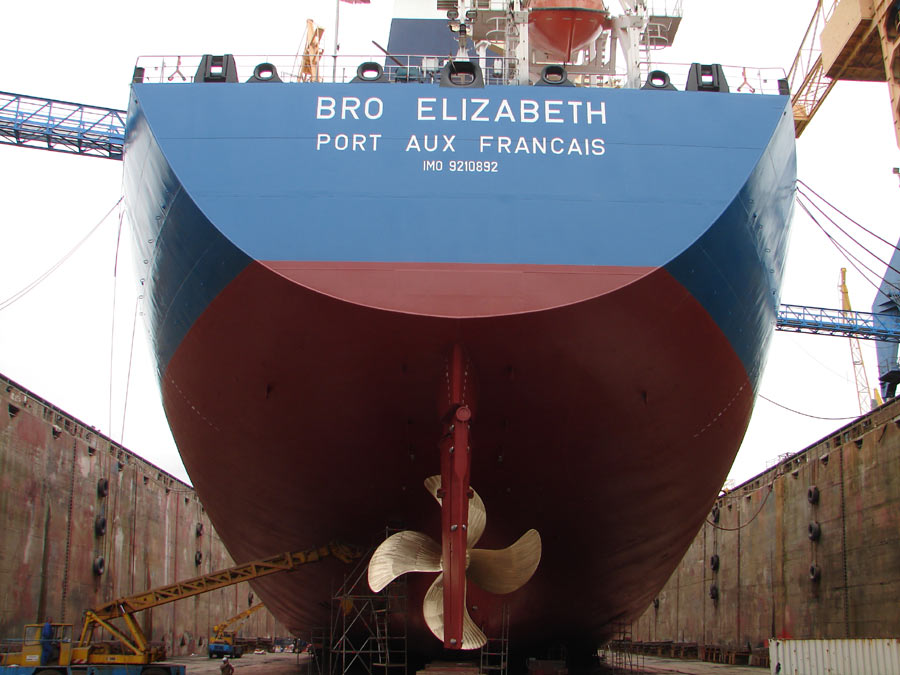
Транцева корма вантажного судна
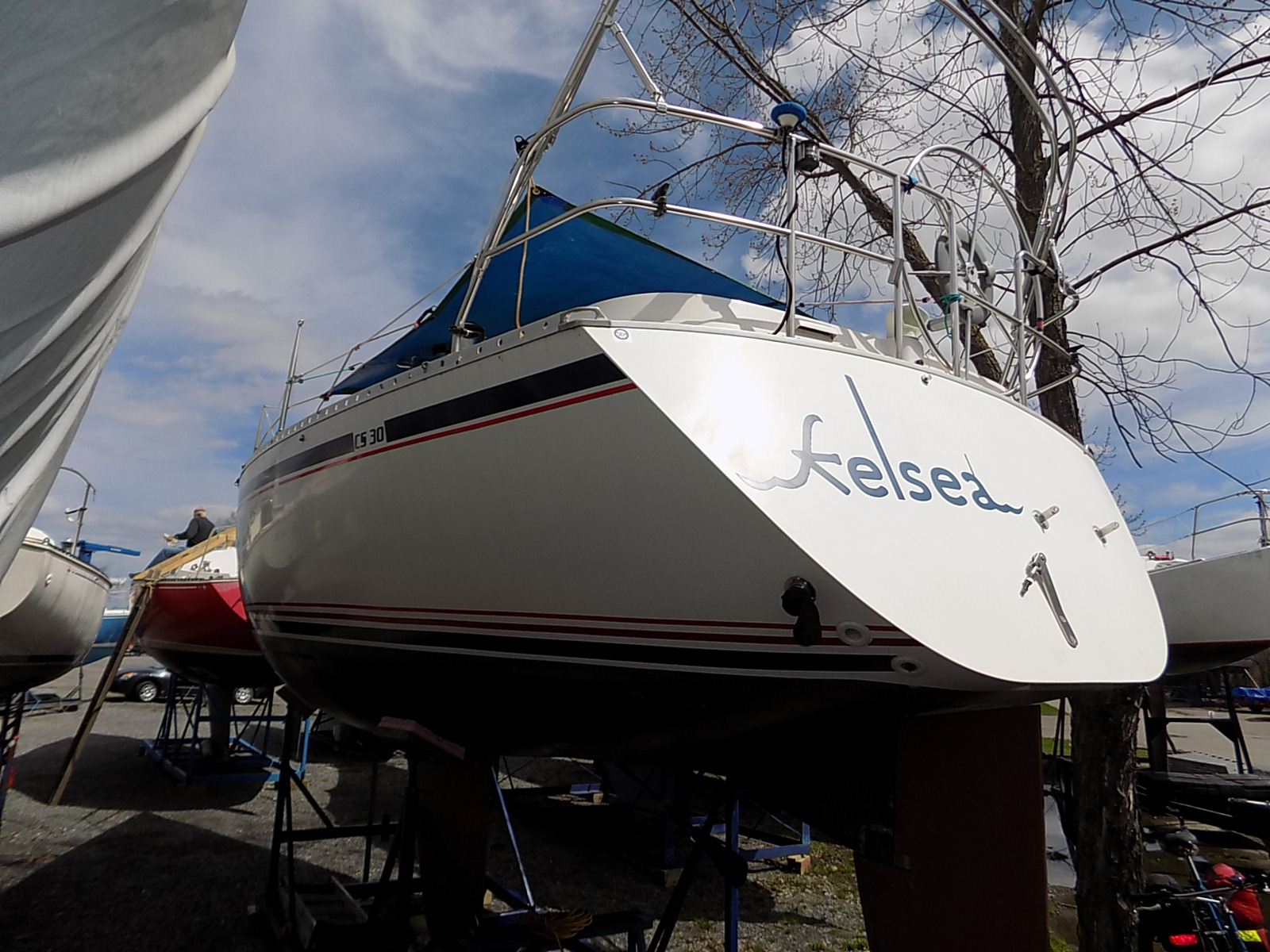
Зворотний транець (стерно розташоване під ним)
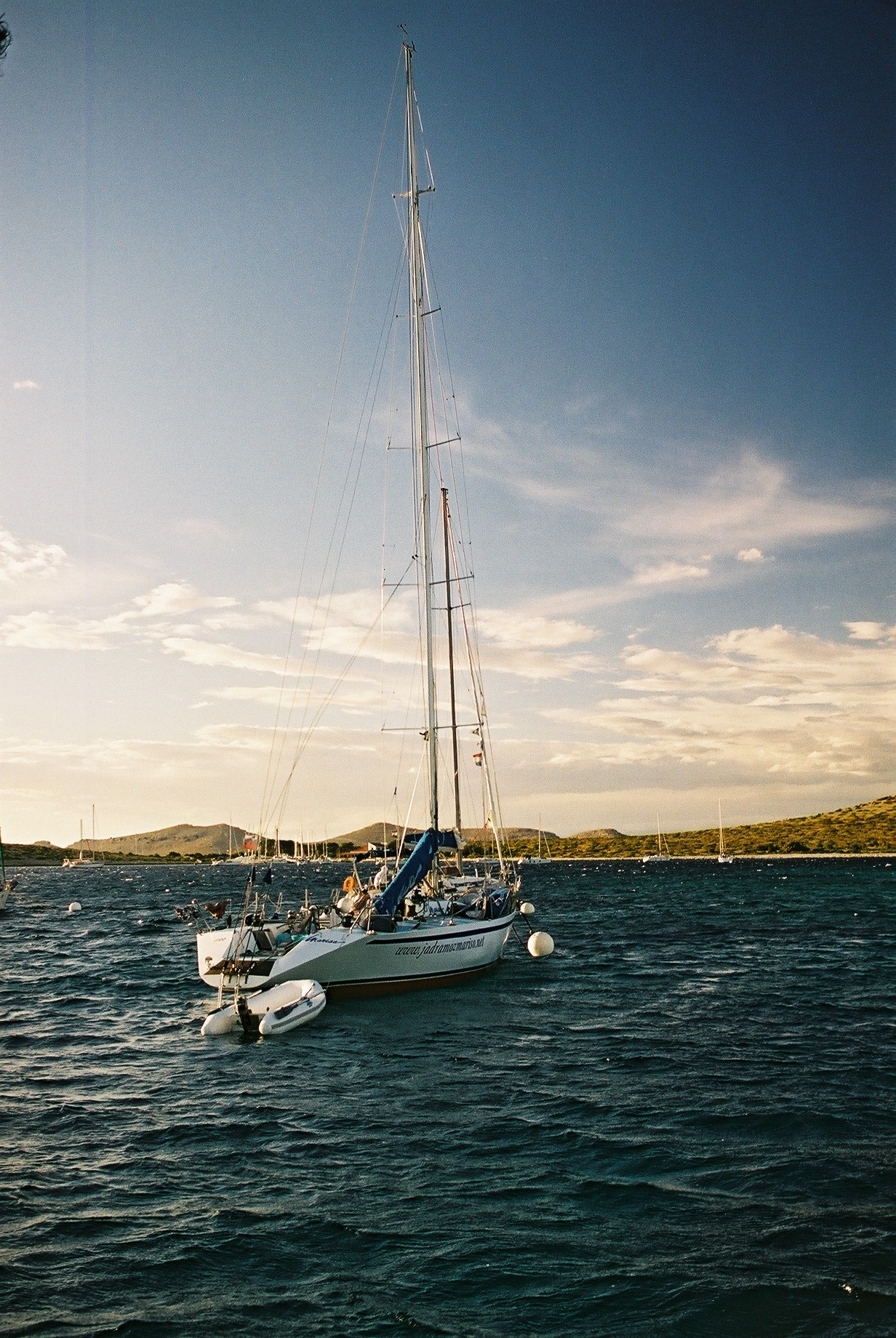
Зворотний транець з посадковою платформою
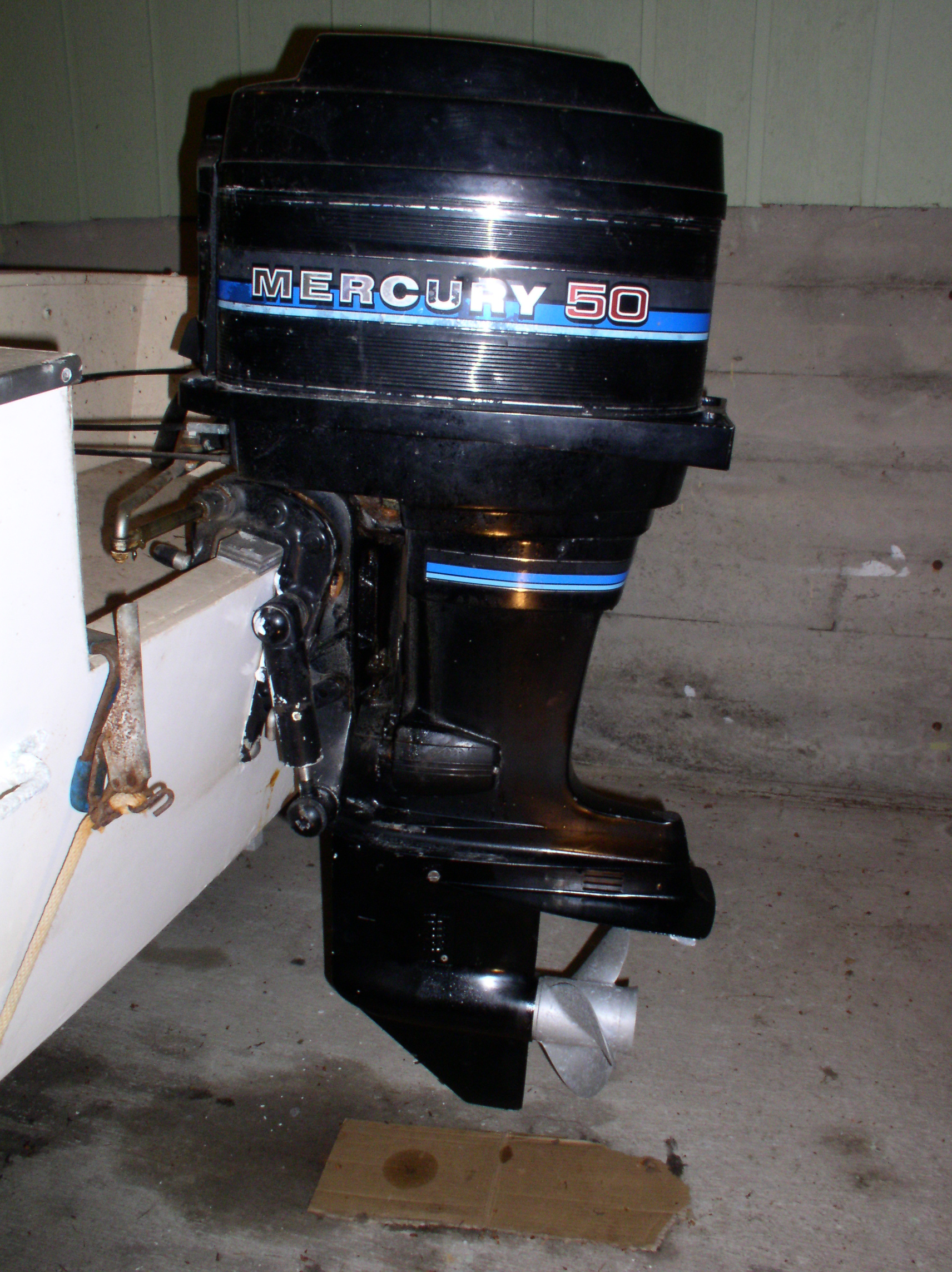
Транець з навісним мотором.